# Ravello (Albairate)
Ravello è una frazione del comune di Albairate in provincia di Milano, posta a sudest del centro abitato, verso Vermezzo, e nota anche come Cascina Bruciata in ricordo dell'incendio appiccato da Federico Barbarossa nel 1160, allorquando l'imperatore distrusse per rappresaglia antimilanese vari borghi della zona.

## Storia
Fu un antico comune del Milanese.
Alla proclamazione del Regno d'Italia nel 1805 risultava avere 101 abitanti. Nel 1809 fu soppresso con regio decreto di Napoleone ed annesso per la prima volta ad Albairate, della cui parrocchia aveva sempre fatto parte. Il Comune di Ravello fu quindi ripristinato con il ritorno degli austriaci, che tornarono però sui loro passi nel 1841, stabilendo la definitiva fusione con Albairate.